# Mika Marila
Mika Marila (ur. 9 lutego 1973 w Janakkala) – fiński narciarz alpejski, dwukrotny olimpijczyk.

## Kariera
Jego pierwsze zanotowane wyniki na arenie międzynarodowej to Mistrzostwa Świata Juniorów 1990 w Zinal. Wystartował tam w gigancie i slalomie, zajmując odpowiednio 62. i 13. miejsce. Rok później ponownie wziął udział w mistrzostwach świata juniorów, tym razem w norweskim Geilo. Poprawił swój wynik sprzed roku, plasując się w slalomie na 12. miejscu. Ostatni jego występ na juniorskich mistrzostwach świata to rok 1993 i mistrzostwa w Mariborze. W supergigancie zajął wtedy 42., a w gigancie 27. lokatę. Debiut, i od razu pierwsze punkty w zawodach Pucharu Świata zaliczył 29 listopada 1992 roku we włoskim Sestriere. Zajął wtedy 24. miejsce w slalomie. Najlepiej sobie radził w sezonie 1999/2000, kiedy to z dorobkiem 81 punktów zajął 69. miejsce w klasyfikacji generalnej.
Dwukrotnie startował na zimowych igrzyskach olimpijskich. Najpierw, w 1994 roku, na igrzyskach w Lillehammer, startował w supergigancie, kombinacji, gigancie i slalomie. Najlepiej zaprezentował się w slalomie, który ukończył na 12. miejscu. Cztery lata później na igrzyskach w Nagano startował w gigancie oraz w slalomie, których jednak nie ukończył. Pięciokrotny uczestnik mistrzostw świata. Najlepszy rezultat osiągnął na Mistrzostwach Świata 1993 w Morioce, gdzie w slalomie uplasował się na 19. miejscu.

## Osiągnięcia

### Igrzyska olimpijskie
| Miejsce | Dzień     | Rok  | Miejscowość | Konkurencja | Czas biegu  | Strata  | Zwycięzca            |
| ------- | --------- | ---- | ----------- | ----------- | ----------- | ------- | -------------------- |
| 40.     | 17 lutego | 1994 | Lillehammer | Supergigant | 1:38,14 min | +5,61 s | Markus Wasmeier      |
| 21.     | 19 lutego | 1994 | Lillehammer | Kombinacja  | ?           | ?       | Lasse Kjus           |
| DNF1    | 23 lutego | 1994 | Lillehammer | Gigant      | -           | -       | Markus Wasmeier      |
| 12.     | 27 lutego | 1994 | Lillehammer | Slalom      | 2:04,99 min | +2,97 s | Thomas Stangassinger |
| DNF1    | 19 lutego | 1998 | Nagano      | Gigant      | -           | -       | Hermann Maier        |
| DNF1    | 21 lutego | 1998 | Nagano      | Slalom      | -           | -       | Hans Petter Buraas   |

### Mistrzostwa świata
| Miejsce | Dzień     | Rok  | Miejscowość       | Konkurencja | Czas biegu  | Strata  | Zwycięzca           |
| ------- | --------- | ---- | ----------------- | ----------- | ----------- | ------- | ------------------- |
| 34.     | 10 lutego | 1993 | Morioka           | Gigant      | 2:24,68 min | +9,32 s | Kjetil André Aamodt |
| 19.     | 13 lutego | 1993 | Morioka           | Slalom      | 1:44,79 min | +4,46 s | Kjetil André Aamodt |
| DNS1    | 23 lutego | 1996 | Sierra Nevada     | Gigant      | -           | -       | Alberto Tomba       |
| DNF1    | 25 lutego | 1996 | Sierra Nevada     | Slalom      | -           | -       | Alberto Tomba       |
| DNF2    | 15 lutego | 1997 | Sestriere         | Slalom      | -           | -       | Tom Stiansen        |
| DNF1    | 12 lutego | 1999 | Vail/Beaver Creek | Gigant      | -           | -       | Lasse Kjus          |
| DNF2    | 14 lutego | 1999 | Vail/Beaver Creek | Slalom      | -           | -       | Kalle Palander      |
| DNF1    | 10 lutego | 2001 | St. Anton         | Slalom      | -           | -       | Mario Matt          |

### Mistrzostwa świata juniorów
| Miejsce | Dzień       | Rok  | Miejscowość | Konkurencja | Czas biegu  | Strata   | Zwycięzca      |
| ------- | ----------- | ---- | ----------- | ----------- | ----------- | -------- | -------------- |
| 62.     | 24 marca    | 1990 | Zinal       | Gigant      | 2:37,23 min | +16,85 s | Lasse Kjus     |
| 13.     | 25 marca    | 1990 | Zinal       | Slalom      | 1:31,62 min | +3,47 s  | Luigi Tacchini |
| 12.     | 14 kwietnia | 1991 | Geilo       | Slalom      | 1:34,99 min | +1,70 s  | Casey Puckett  |
| 42.     | 26 lutego   | 1992 | Maribor     | Supergigant | 1:11,70 min | +3,59 s  | Tobias Hellman |
| 27.     | 28 lutego   | 1992 | Maribor     | Gigant      | 2:08,86 min | +4,60 s  | Michel Stuffer |

### Puchar Świata

#### Miejsca w klasyfikacji generalnej
- 1992/1993: 137.
- 1994/1995: 80..
- 1995/1996: 114.
- 1996/1997: 82.
- 1997/1998: 119.
- 1998/1999: 92.
- 1999/2000: 69.
- 2001/2002: 135.